# Nissan Mixim
Nissan Mixim — концепт-авто, компактна машина повністю на електричному ходу. Використовує «літій-йонні» батареї, має два електродвигуни, один відповідає за передню вісь коліс, інший — задньої осі.
Mixim має 3,60 метра в довжину і вагу в 1000 фунтів.
Водій сидить по центру автомобіля і два пасажири — по одному з кожного боку. Має багажник.
Mixim є першим виставковим зразком «Nissan Green Program 2010» і не може бути проданим, але показує, як Nissan думає про майбутнє екологічно чистих автомобілів.